# Los Amaya
Los Amaya és un duo musical format a finals dels anys 60 pels germans José (la Corunya, 1952) i Delfín Amaya (Oviedo, 1954) a Barcelona, on residexien des de petits. Encara en actiu, és un dels principals exponents de la rumba catalana.

## Biografia
Familiars de la bailaora Carmen Amaya, esta parella de germans d'ètnia gitana va instal·lar-se amb la seua família a Barcelona essent molt joves. Des de xiquets que tocaven la guitarra i cantaven a les festes gitanes. Els seus primers passos al món de l'espectacle els donaren de mans del guitarrista de Carmen Amaya, Andrés Batista, i el 1969 debutaren discogràficament amb un repertori variat de cançons aflamencades com ara Los Campanilleros, però sobretot versions rumberes del tema de la pel·lícula El bo, el lleig i el dolent, Zapatero remendón, Pena, tristeza y dolor o Bailadores.
Troben la fama a començaments de 1971 amb la seua versió del clàssic llatinoamericà Caramelos, que esdevé un gran èxit. També en esta època enregistren altres cançons com El jala-jala o ¡Qué mala suerte la mía!
El 1978 coneixen Tony Ronald, qui seria una figura clau en el desenvolupament posterior de la seua carrera, qui els contracta pel seu segell discogràfic. Amb ell de productor arriben a la seua època daurada, quan enregistraren per a RCA temes tan exitosos com La inyección. A partir d'eixe moment, amb Vete (el seu major èxit fins ara), Amor amor, Decirle a ella que vuelva... i sempre sota la batuta de Ronald, el grup es torna més orientat cap a les balades i les cançons sentimentals alhora que la instrumentació s'enriqueix. En estos temps treballen amb músics tan il·lustres com Max Sunyer o Carles Benavent.
Després d'esta època daurada enregistren molts discos per a diferents segells amb una falta d'orientació bastant palpable, sovint enregistrant material d'altres compositors d'una qualitat molt inferior a la de les seues creacions. Esta època inclou una breu tornada a la popularitat amb la seua aparició a la cerimònia de clausura del Jocs Olímpics d'Estiu 1992 a Barcelona.
Recentment Los Amaya han tornat a enregistrar amb Tony Ronald i han recuperat la qualitat de les seves gravacions dels 60 i 70, duent a terme dos dels seus millors discos: Únicos i En directo, tot i que aquest darrer es considera massa postproduït.

## Discografia en CD
- Todas sus grabaciones en Discos Regal y Odeón (1969-1976) (Blanco y Negro, 2001).
- Sus primeros LP's en Discos RCA (1977-1979) (Blanco y Negro, 2001).
- Marylin (CBS-Sony).
- Perdoname, mujer (Divucsa, 1995).
- El platanito' (Divucsa, 1997).
- En directo (Picap, 2000).
- Únicos (Picap, 2003).

### Álbum d'homenaje
- Bailen mi rumbita - Tributo a Los Amaya (El Diablo, 2005). El juny de 2005 es publicà un disc d'homenatge a Los Amaya, amb participants de l'alçada del dominicà Luis Miguel del Amargue.